# Homops humeralis
Homops humeralis är en tvåvingeart som först beskrevs av Becker 1916.  Homops humeralis ingår i släktet Homops och familjen fritflugor.
Artens utbredningsområde är Uganda. Inga underarter finns listade i Catalogue of Life.